# Сфера (роман)
«Сфе́ра» (англ. Sphere; 1987) — научно-фантастический роман американского писателя Майкла Крайтона.

## Сюжет
Американские военные обнаружили на дне Тихого океана космический корабль, упавший туда 300 лет назад. Для изучения корабля на дно, где уже построена глубоководная станция, опускается группа учёных, состоящая из психолога Нормана Джонсона, зоолога Бет Холперн, математика Гарри Адамса и астрофизика Теда Филдинга. Экспедицией руководит группа военных. Гарри с самого начала скептически относится к цели экспедиции, и позже выясняется, что он был прав: на люке космического корабля видны надписи на английском языке. Становится понятным, что корабль пришел из будущего, используя неизвестные на сегодня технологии.
Войдя в корабль, герои не находят экипажа, но видят записи о том, что беспилотный корабль действительно проник в прошлое, пройдя через черную дыру. Далее группа обнаруживает огромную металлическую сферу, которую создали явно не люди. На поверхности начинается шторм, и герои вынужденно остаются на станции. Гарри, пойдя на корабль, непонятно как открывает сферу и входит в нее, остается там несколько часов, но потом не может ничего вспомнить.
Почти сразу после его возвращения безжизненное дно резко меняется — там появляются морские веера, креветки и мелкие кальмары. Бет находится в недоумении: кальмары и креветки больше похожи на небрежную имитацию, у них нет важнейших жизненных органов. Параллельно в компьютер станции начинает поступать числовой код, который Гарри быстро расшифровывает и переводит на английский. Первая переведенная фраза гласит: «Привет! Меня зовут Джерри». Исследователи понимают, что с ними общается обитатель сферы. Джерри проявляет дружелюбие и непосредственность, свойственную скорее ребенку, чем взрослому существу. Психолог Норман считает, что это и есть ребенок, истосковавшийся по общению и играм.
Однако «игры» Джерри вскоре приобретают угрожающий характер: на дне появляются ядовитые медузы, убивающие одного из членов экспедиции, а позже — гигантский кальмар, начинающий ломать станцию. Станция наполовину затоплена, большая часть людей погибает, и в живых остаются только Норман, Бет и Гарри. Попытки урезонить Джерри терпят фиаско, поскольку пришелец не желает никого слушать.
Норман заново расшифровывает числовой код и сразу находит ошибку: первая фраза звучит как «Привет! Меня зовут Гарри». Психолог с ужасом понимает, что сфера наделяет людей способностью изменять реальность, а Джерри — это на самом деле подсознательная личность Гарри Адамса. Все сходится: математика-вундеркинда в детстве обижали сверстники, и теперь он подсознательно хочет отомстить, а Джерри каждый раз выходил на связь, когда рядом с компьютером находился Гарри. Норман и Бет делают Гарри усыпляющий укол, он теряет сознание, и громящий станцию кальмар мгновенно исчезает.
Тем не менее, в компьютер опять начинают поступать сообщения с угрозами. Находящуюся на дне Бет атакует водяной вихрь, но Норман, рискуя жизнью, прыгает без скафандра в ледяную воду и спасает ее. Поскольку Гарри обездвижен, сообщения явно отправлял кто-то другой. Бет обвиняет Нормана в том, что это он был внутри сферы, и хочет его усыпить. Запершийся Норман, просмотрев записи с камер слежения, видит, что внутри сферы была Бет. Разозленная Бет перекрывает подачу подачу воздуха в отсек и минирует станцию. Психолог вспоминает, что эту женщину когда-то предал любовник, присвоивший её научные разработки. Сама Бет справилась с этим переживанием, но её подсознательная личность ненавидит мужчин и хочет умереть. Норман впускает в отсек воду и вплавь добирается до соседнего шлюза, где надевает скафандр и идет на корабль. Открыв сферу и войдя в нее, он тоже получает власть над реальностью и готовится к всплытию на поверхность. Параллельно идет обратный отсчет: заложенные Бет бомбы сдетонируют через 20 минут.
Однако Норман вдруг понимает свою ошибку: он проанализировал подсознание Бет и Гарри, но не свое. Анализ показывает, что подсознанием Нормана управляет страх: психолог боится и ненавидит своих пациентов, к числу которых он относит и товарищей по экспедиции, брошенных им на верную гибель. Осознав это, Норман разворачивает субмарину и на предельной скорости идет вниз, чтобы вытащить Гарри и Бет. Взрыв уничтожает станцию, корабль и сферу, но, благодаря влияющему на вероятность Норману, не причиняет никакого вреда всплывающим на поверхность людям.
На поверхности Бет, Гарри и Норман, понимая, что полученная ими сила может негативно повлиять на человечество, договариваются создать новую реальность, в которой на Земле никогда не было сферы. Они теряют полученную силу и забывают происходившие события, но остаются друзьями.

## Персонажи
- Норман Джонсон — психолог, разработавший для правительства «Рекомендации по команде контакта с незнакомой формой жизни»
- Элизабет (Бет) Холперн — зоолог, биохимик, бывшая возлюбленная Джонсона
- Гарри Адамс — математик, логик
- Теодор Филдинг — астрофизик, космогеолог
- Артур Левин — морской биолог, биохимик
- Харолд Барнс — капитан ВМС США, начальник проекта

## Экранизация
В 1998 году режиссёр Барри Левинсон снял фильм «Сфера». Главные роли сыграли известные актёры Дастин Хоффман, Шэрон Стоун и Сэмюэл Л. Джексон. Сюжет фильма в основном следует сюжету книги, однако существует множество различий. Экранизация получила негативные рецензии от критиков и провалилась в прокате.